# 私がヒモを飼うなんて
『私がヒモを飼うなんて』（英語: me, and my boy.）は、原作：本山久美子、漫画：美園による日本のWeb漫画作品。漫画配信アプリ『マンガボックス』内で2022年2月に誕生した女性向け作品レーベル「コミックMELO」にて、同月22日から2023年8月29日まで連載。
TBSテレビとマンガボックスの共同制作により誕生した作品で、同局のドラマ部門のプロデューサーである飯田和孝が企画を手掛けている。
2023年4月期より、TBSテレビの「ドラマストリーム」枠でテレビドラマ化された。

## 登場人物
声の項は、6人組バンド・Penthouseが本作のために書き下ろしたインスパイアソング「雨宿り」のアニメーション映像の声優。
蒼井 スミレ（あおい スミレ）
声 - 花澤香菜
主人公。ランジェリーデザイナー志望の、元アパレルブランドのパタンナー。
竹ノ内 宗一（たけのうち そういち）
声 - 松岡禎丞
ピアニスト志望の青年。ミステリアスな「猫系ヒモ男」。
桐谷 森生（きりたに もりお）
キッチンカーの料理人。スミレに想いを寄せる「犬系幼馴染男子」。
叶 百合（かのう ゆり）
ランジェリーブランド「アン・リス」 のデザイナー兼社長。宗一の「飼い主」。

## 書誌情報
- 本山久美子（原作）、美園（漫画） 『私がヒモを飼うなんて』 マンガボックス、全8巻（電子書籍のみ）

## テレビドラマ
2023年3月29日（28日深夜）から、5月17日（16日深夜）までTBSテレビの「ドラマストリーム」枠で放送された。主演は井桁弘恵。

### キャスト

#### 主要人物
蒼井スミレ（あおい スミレ）
演 - 井桁弘恵（幼少期：宮崎莉里沙）
主人公。元アパレルブランドのパタンナー。再就職先のランジェリーブランド「アン・リス」でランジェリーデザイナーを志望する。
竹ノ内宗一（たけのうち そういち）
演 - 一ノ瀬颯（幼少期：森優理斗）
ピアニスト志望の青年。ミステリアスな「猫系ヒモ男」。
桐谷森生（きりたに もりお）
演 - 西垣匠（幼少期：岩川晴）
キッチンカー「violetta」の料理人。スミレに想いを寄せる「犬系幼馴染男子」。
叶百合（かのう ゆり）
演 - トリンドル玲奈
「アン・リス」のデザイナー兼社長。宗一の「飼い主」。

#### アン・リス
小田原茜（おだわら あかね）
演 - 三原羽衣
社員。インフルエンサー。
鈴木マヤ
演 - 今泉マヤ
社員。
奥村リョウ（おくむら リョウ）
演 - 猪塚健太
社員。スミレの上司。社長である百合とは旧知の仲で、彼女の右腕的存在。

#### その他
五十嵐桃（いがらし もも）
演 - 志田こはく（幼少期：山本紗々萊）
宗一の幼馴染。森生のキッチンカーでバイトを始める。
北村遥斗
演 - 星野翼
ジャズクラブの店員。

#### ゲスト

##### 第3話
立花あかり
演 - 久間田琳加

成瀬和泉
演 - 山中柔太朗
ジャズクラブでのライブの客。

##### 第5話
不破勇
演 - 岩谷健司（第6話・第7話）
雑誌記者。
宗一の母（回想）
演 - 小原徳子（第7話・最終話）

##### 最終話
柏木心
演 - 鈴鹿央士

### スタッフ
- 原作 - 本山久美子（原作）、美園（漫画）『私がヒモを飼うなんて』（TBS / マンガボックス）[4]
- 企画・プロデュース - 飯田和孝[4]
- 脚本 - 岡田真理、山本奈奈[8]
- 主題歌 - Penthouse「蜘蛛ノ糸」（Victor Entertainment, Inc.）[6]
- インスパイアソング - Penthouse「雨宿り」（Victor Entertainment, Inc.）[6]
- メインテーマ - 角野隼斗「かすみ草」（eplus music）[6]
- 演出 - 小牧桜[4]、佐々木資門[4]、相羽めぐみ[4]
- ランジェリー監修 - Albâge Lingerie（アルバージェ ランジェリー）[4]
- プロデューサー - 佐久間晃嗣[4]
- 配信プロデューサー - 今井夏木[4]
- 制作プロダクション - TBSスパークル[4]
- 製作 - 『私がヒモを飼うなんて』製作委員会[4]

### 放送日程
| 各話   | 放送日  | サブタイトル               | 脚本     | 演出       |
| ------ | ------- | -------------------------- | -------- | ---------- |
| 第1話  | 3月29日 | ヒモ男子と雨宿りの恋       | 岡田真理 | 小牧桜     |
| 第2話  | 4月05日 | ランジェリーと24時のキス   | 山本奈奈 | 小牧桜     |
| 第3話  | 4月12日 | 傘と香水とジャズクラブの夜 | 岡田真理 | 佐々木資門 |
| 第4話  | 4月19日 | ヒモ男子と初めての夜       | 山本奈奈 | 相羽めぐみ |
| 第5話  | 4月26日 | 尾行と同棲と幼馴染のハグ   | 岡田真理 | 小牧桜     |
| 第6話  | 5月03日 | 女社長の罪と罰             | 山本奈奈 | 小牧桜     |
| 第7話  | 5月10日 | 幼馴染とオムライス         | 岡田真理 | 小牧桜     |
| 最終話 | 5月17日 | ヒモ男子と雨上りの恋       | 山本奈奈 | 小牧桜     |

### 放送局
| 放送期間                | 放送時間                     | 放送局      | 対象地域   | 備考   |
| ----------------------- | ---------------------------- | ----------- | ---------- | ------ |
| 2023年3月29日 - 5月17日 | 水曜 0:58 - 1:28（火曜深夜） | TBSテレビ   | 関東広域圏 | 製作局 |
| 2023年5月19日 - 7月5日  | 金曜 0:55 - 1:25（木曜深夜） | あいテレビ  | 愛媛県     |        |
| 2023年6月23日 - 8月4日  | 金曜 1:28 - 1:58（木曜深夜） | RKB毎日放送 | 福岡県     |        |

| TBS ドラマストリーム                           | TBS ドラマストリーム                             | TBS ドラマストリーム                             |
| 前番組                                         | 番組名                                           | 次番組                                           |
| ---------------------------------------------- | ------------------------------------------------ | ------------------------------------------------ |
| ブラザー・トラップ （2023年1月25日 - 3月22日） | 私がヒモを飼うなんて （2023年3月29日 - 5月17日） | スイートモラトリアム （2023年5月24日 - 7月19日） |